# Liste der Orte im Landkreis Nordhausen
Diese Liste enthält alle Orte (Gemeinden und Ortsteile) im thüringischen Landkreis Nordhausen.
| Ort                | Gemeinde       | Einwohner (ca.) |
| ------------------ | -------------- | --------------- |
| Appenrode          | Ellrich        | 429             |
| Auleben            | Heringen       | 1.000           |
| Bielen             | Nordhausen     | 1.370           |
| Bleicherode, Stadt | Bleicherode    | 5.700           |
| Bliedungen         | Bleicherode    | 120             |
| Branderode         | Hohenstein     | 191             |
| Buchholz           | Nordhausen     | 213             |
| Elende             | Bleicherode    | 137             |
| Ellrich, Stadt     | Ellrich        | 3.449           |
| Etzelsrode         | Bleicherode    | 109             |
| Friedrichslohra    | Großlohra      | 550             |
| Görsbach           | Görsbach       | 1.105           |
| Gratzungen         | Bleicherode    | 120             |
| Großwechsungen     | Werther        | 950             |
| Großwenden         | Großlohra      | 250             |
| Großwerther        | Werther        | 900             |
| Gudersleben        | Ellrich        | 220             |
| Günzerode          | Werther        | 260             |
| Haferungen         | Werther        | 200             |
| Hain               | Kleinfurra     | 250             |
| Hainrode           | Bleicherode    | 375             |
| Hamma              | Heringen       | 290             |
| Harzungen          | Harztor        | 210             |
| Heringen, Stadt    | Heringen       | 2.200           |
| Herreden           | Nordhausen     | 590             |
| Herrmannsacker     | Harztor        | 401             |
| Hesserode          | Nordhausen     | 660             |
| Hochstedt          | Nordhausen     | 75              |
| Holbach            | Hohenstein     | 196             |
| Hörningen          | Nordhausen     | 280             |
| Ilfeld             | Harztor        | 2.900           |
| Immenrode          | Werther        | 120             |
| Kehmstedt          | Kehmstedt      | 483             |
| Kleinbodungen      | Bleicherode    | 394             |
| Kleinfurra         | Kleinfurra     | 500             |
| Kleinwechsungen    | Werther        | 320             |
| Kleinwenden        | Großlohra      | 100             |
| Kleinwerther       | Werther        | 450             |
| Klettenberg        | Hohenstein     | 414             |
| Kraja              | Bleicherode    | 305             |
| Leimbach           | Nordhausen     | 900             |
| Liebenrode         | Hohenstein     | 295             |
| Limlingerode       | Hohenstein     | 279             |
| Lipprechterode     | Lipprechterode | 604             |
| Mackenrode         | Hohenstein     | 546             |
| Mauderode          | Werther        | 150             |
| Mörbach            | Bleicherode    | 100             |
| Münchenlohra       | Großlohra      | 100             |
| Neustadt im Harz   | Harztor        | 900             |
| Niedergebra        | Niedergebra    | 718             |
| Niedersachswerfen  | Harztor        | 3.258           |
| Nohra              | Bleicherode    | 520             |
| Nordhausen, Stadt  | Nordhausen     | 36.000          |
| Obergebra          | Bleicherode    | 913             |
| Obersachswerfen    | Hohenstein     | 99              |
| Osterode           | Harztor        | 250             |
| Petersdorf         | Nordhausen     | 390             |
| Pustleben          | Bleicherode    | 550             |
| Pützlingen         | Werther        | 170             |
| Rehungen           | Sollstedt      | 460             |
| Rodishain          | Nordhausen     | 320             |
| Rothesütte         | Ellrich        | 120             |
| Rüdigsdorf         | Nordhausen     | 50              |
| Rüxleben           | Kleinfurra     | 440             |
| Schiedungen        | Hohenstein     | 239             |
| Sollstedt          | Sollstedt      | 2.300           |
| Sophienhof         | Harztor        | 100             |
| Steigerthal        | Nordhausen     | 400             |
| Steinbrücken       | Nordhausen     | 240             |
| Stempeda           | Nordhausen     | 300             |
| Sülzhayn           | Ellrich        | 1.034           |
| Sundhausen         | Nordhausen     | 1.200           |
| Trebra             | Hohenstein     | 366             |
| Urbach             | Urbach         | 944             |
| Uthleben           | Heringen       | 1.150           |
| Werna              | Ellrich        | 222             |
| Wernrode           | Bleicherode    | 250             |
| Windehausen        | Heringen       | 530             |
| Wipperdorf         | Bleicherode    | 900             |
| Woffleben          | Ellrich        | 489             |
| Wolkramshausen     | Bleicherode    | 800             |
| Wollersleben       | Bleicherode    | 250             |
| Wülfingerode       | Sollstedt      | 510             |

## Weitere Ortsteile
- Zu Bleicherode gehören die zusammengewachsenen Dörfer Wipperdorf-Oberdorf und -Mitteldorf sowie die Gehöfte Helenenhof, Hünstein, Kinderode und Königsthal.
- Zu Ellrich gehört der Weiler Cleysingen.
- Zu Görsbach gehört die Aumühle.
- Zum Harztorer Ortsteil Ilfeld gehören der Ortsteil Wiegersdorf und die Weiler Netzkater und Birkenmoor. Durch die Eingemeindung von Herrmannsacker gehört die Sägemühle dazu.
- Zu Hohenstein gehört der Weiler Steinsee.
- Zu Nordhausen gehören die früheren Dörfer Krimderode und Salza (mit der Siedlung Obersalza), die inzwischen Stadtteile Nordhausens sind. Außerdem liegt der zu Leimbach gehörende Weiler Himmelgarten durch dessen Eingemeindung in der Nordhäuser Stadtflur.
- Zu Werther gehören die Gehöfte Flarichsmühle, Fronderode, Schate und Schern. Außerdem setzt sich der Kernort Werther aus Groß- und Kleinwerther zusammen.